# تورنتن (ویسکانسن)
تورنتن (به انگلیسی: Thornton) یک منطقهٔ مسکونی در ایالات متحده آمریکا است که در شهرستان شاوانو، ویسکانسین واقع شده‌است. تورنتن ۶۵ نفر جمعیت دارد و ۲۶۰٫۰ متر بالاتر از سطح دریا واقع شده‌است.